# Marignac-Lasclares
Marignac-Lasclares is een gemeente in het Franse departement Haute-Garonne (regio Occitanie) en telt 313 inwoners (2005). De plaats maakt deel uit van het arrondissement Muret.

## Geografie
De oppervlakte van Marignac-Lasclares bedraagt 10,2 km², de bevolkingsdichtheid is 30,7 inwoners per km².
De onderstaande kaart toont de ligging van Marignac-Lasclares met de belangrijkste infrastructuur en aangrenzende gemeenten.

## Demografie
Onderstaande figuur toont het verloop van het inwonertal (bron: INSEE-tellingen).